# Pholidichthys leucotaenia

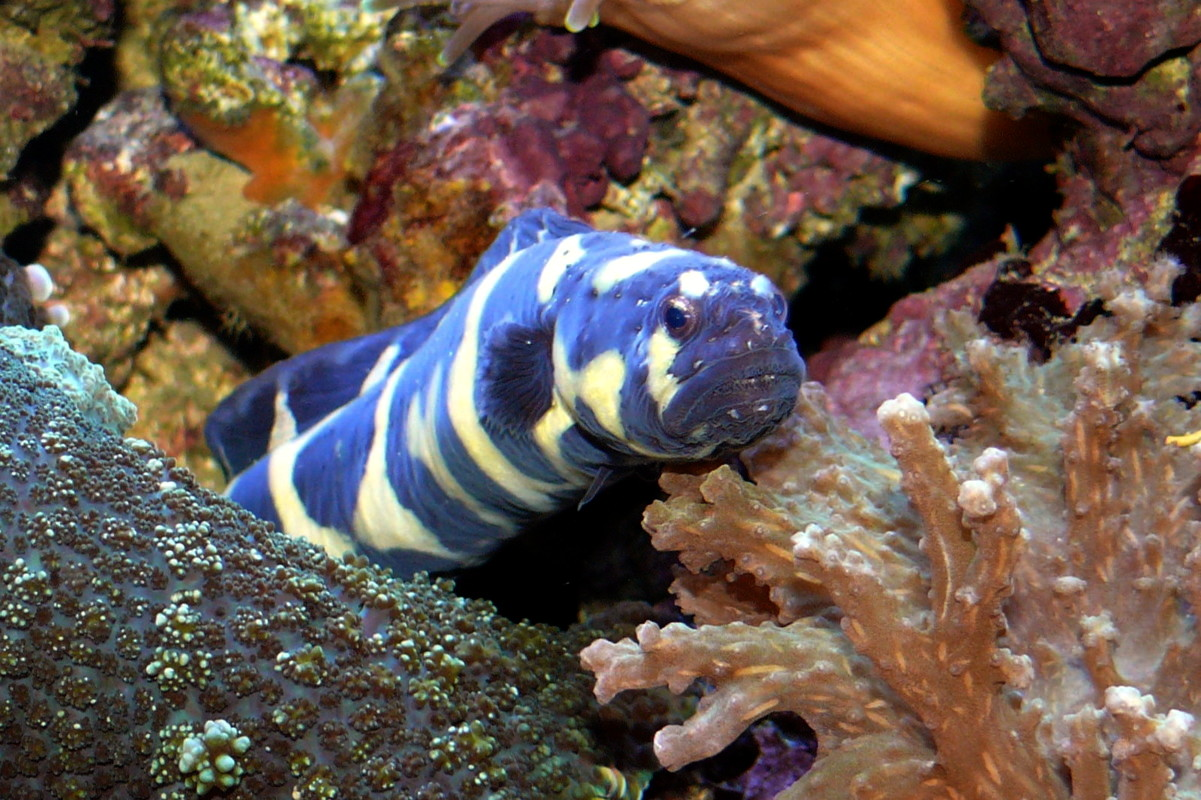
Vista frontal

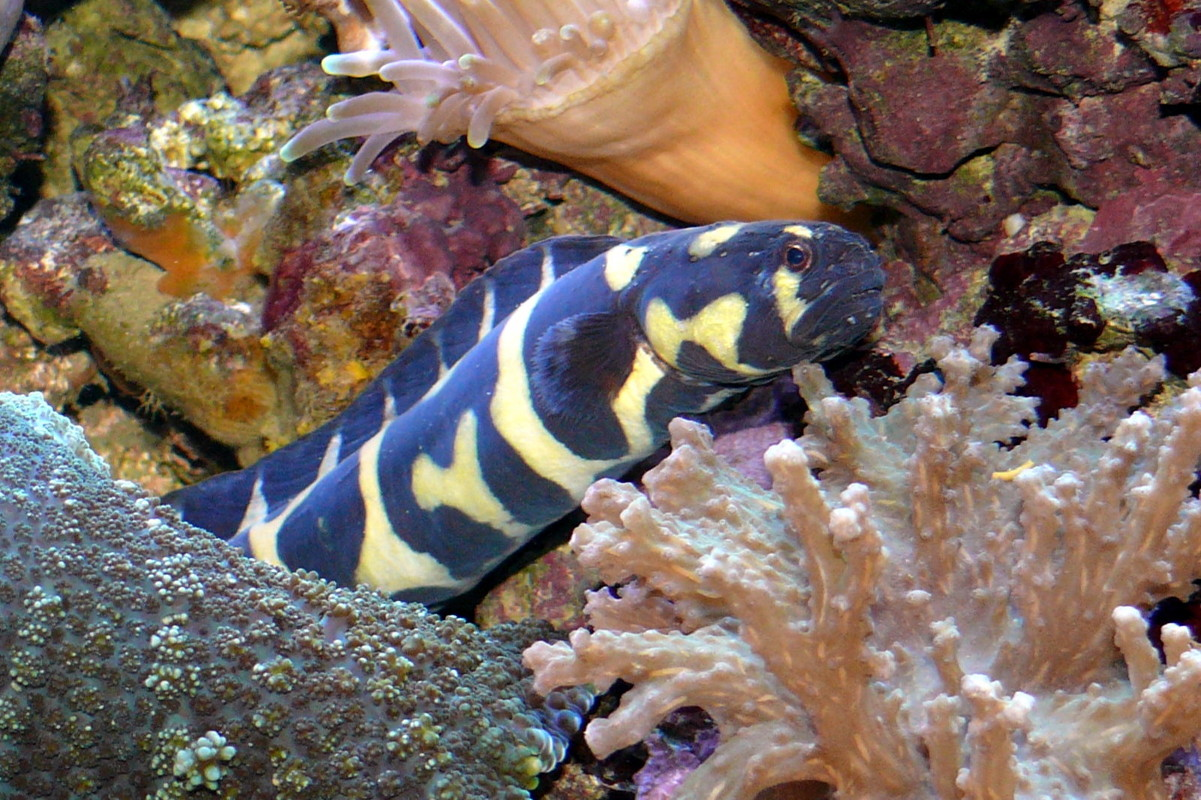
Vista lateral

Pholidichthys leucotaenia és una espècie de peix marí pertanyent a la família dels folidíctids i a l'ordre dels perciformes.

## Descripció
Fa 34 cm de llargària màxima. 72-79 radis tous a l'aleta dorsal, 54-62 a l'anal i 2-3 a les pelvianes. Els adults presenten un patró de color tacat. Els exemplars joves s'assemblen al verinós peix gat llistat (Plotosus lineatus).

## Alimentació
El seu nivell tròfic és de 3,44.

## Hàbitat i distribució geogràfica
És un peix marí, associat als esculls (entre 3 i 30 m de fondària, normalment entre 10 i 20) i de clima tropical (22 °C-28 °C), el qual viu al Pacífic occidental central: les llacunes poc fondes i els esculls costaners des de les illes Filipines (incloent-hi el mar de Sulu i les illes Calamianes) fins a les illes Salomó, incloent-hi Malàisia, Indonèsia, Brunei, Papua Nova Guinea (com ara, les badies de Kimbe i de Milne), Nova Caledònia, el mar de Cèlebes i, potser també, el Japó i el mar de la Xina Meridional.

## Observacions
És inofensiu per als humans, forma bancs molt atapeïts per a semblar un sol cos voluminós i el seu índex de vulnerabilitat és baix (18 de 100).